# 莫利纳堡
莫利纳堡（義大利語：Castelletto Molina）是意大利阿斯蒂省的一个市镇。总面积3平方公里，人口184人，人口密度61.3人/平方公里（2009年）。ISTAT代码为005027。